# Aleksići
Aleksići (szerbül: Алексићи), település Bosznia-Hercegovinában, Laktaši községben, Bosanska krajina területén, a Szerb Köztársaságban. 

## Fekvése
Bosznia-Hercegovina északi részén, Banja Lukától légvonalban 16, közúton 24 km-re északkeletre, községközpontjától légvonalban 8, közúton 12 km-re délkeletre, 155-288 méteres magasságban fekszik. Területe többnyire sík, de enyhén lejt dél felé a falu teljes déli határán végigfolyó Turjanica-folyóval. Központi részén 3,9 km hosszú, 1991-ben épült aszfaltút halad át. A falu szeres típusú, a házak többnyire az út bal oldalán (Laktaši felől) fekvő enyhe lejtőkön helyezkednek el. Devetina, Boškovići, Kadinjani, Ljubatovci és Ćetojevići falvak veszik körül. A keleti oldalon folyik a Bojana-patak, amely azonban nyáron kiszárad. További patakok: a Petrovac, a Točkovac, a Crnadak és az Opaljeni potok. A falu csaknem egyharmada a Bjelogorica erdeje alatt található.

## Népessége
| Nemzetiségi csoport | Népesség 1991 | Népesség 2013 |
| ------------------- | ------------- | ------------- |
| Szerb               | 180           | 197           |
| Bosnyák             | 0             | 1             |
| Horvát              | 1             | 0             |
| Jugoszláv           | 2             | 0             |
| Egyéb               | 21            | 23            |
| Összesen            | 204           | 221           |

## Története
A lakosság eredetére és a település nevére vonatkozóan nincs megbízható adat. Aleksić vezetéknév nincs a faluban. Feltételezhető, hogy a név családnévi eredetű, mely az Aleksa személynévből származik. 
A település 1878-ig tartozott az Oszmán Birodalomhoz, ekkor a berlini kongresszus határozata alapján az Osztrák-Magyar Monarchia része lett. Az osztrák-magyar uralom idején ukránok telepedtek le a falu határában, ahol egy részük ma is él. 1910-ben a Banja Luka-i járáshoz tartozó településen 27 háztartást, 173 ortodox, 1 muszlim és 1 római katolikus lakost találtak. A monarchia szétesésével 1918-ban előbb a Szerb-Horvát-Szlovén Királyság, majd 1929-től a Jugoszláv Királyság része. 1921-ben a községnek 36 háztartása és 186 lakosa volt. Az 1929-es törvény értelmében, amikor Bosznia-Hercegovinát négy banovinára, Drinskára, Vrbaskára, Zetskára és Primorskára osztották, a település a Vrbaska banovina része lett, amelynek székhelye Banja Luka volt. 
Jugoszlávia megszállása után a Független Horvát Állam (NDH) része lett. A második világháború után a szocialista Jugoszláviához tartozott. A daytoni békeszerződést követő területfelosztásnál Laktaši község részeként a Szerb Köztársaság területéhez került.

## Gazdaság
Aleksić lakossága főként mezőgazdasággal foglalkozik, a lakosság kisebb része pedig Laktašiban, Banja Lukában és külföldön dolgozik. Búzát, kukoricát, árpát és zabot termesztenek, és a gyümölcs (szilva, alma, körte, cseresznye, dió, eper) és a zöldség (burgonya, paprika, paradicsom, káposzta, zöldbab) is megterem.

## Oktatás
A tanulók Boškovići faluba járnak általános iskolába.

## Infrastruktúra
A falu 1971-ben kapott áramot és 2000-ben telefonkapcsolatot. A faluban két üzlet és egy benzinkút található. 2001. május 28-ig helyi iroda is működött itt. A helyi közösséget Aleksić-tyal együtt Rajičevci, Ljubatovci és Boškovići alkotja. A helyi közösség helyiségeiben emléktábla áll a tizenhat elesett VRS-harcos emlékére, közülük öt Boškovićból, kettő Ljubatovciból és kilenc Rajičevciből származott. Aleksićból senki sem halt meg az 1992-1995-ös háborúban.

## Nevezetességei
- A Nagyboldogasszonynak szentelt ortodox templom 1993-ban az aszfaltút mellett, a falu közepén épült fel, a telek a szomszédos Devetina faluban született Branko Đukić adománya volt. 2010. augusztus 15-én Jefrem Banja Luka-i püspök szentelte fel, azóta a čardačani ortodox plébániához tartozik. Az ortodox temető körülbelül egy kilométerre a templomtól egy dombon található.[3]